# Хрущёвская оттепель
«Хрущёвская оттепель» (или просто «Оттепель») — неофициальное обозначение периода в истории СССР после смерти И. В. Сталина, продолжавшегося около десяти лет (середина 1950-х — середина 1960-х годов, время правления Н. С. Хрущёва). Характеризовался во внутриполитической жизни СССР осуждением культа личности Сталина и репрессий, освобождением политических заключённых, ликвидацией ГУЛАГа, сменой тоталитаризма более мягкой диктатурой, ослаблением цензуры, повышением уровня свободы слова, относительной либерализацией политической и общественной жизни, открытостью западному миру, большей свободой творческой деятельности.
Во внешней политике Советского Союза осложнились отношения с Китаем, в 1962 году также произошло обострение между СССР и США, что едва не привело к новой мировой войне.
Название связано с пребыванием на посту первого секретаря ЦК КПСС Никиты Хрущёва (1953—1964).
Слово «оттепель» связано с одноимённой повестью Ильи Эренбурга.

## Начало
Впервые слово «оттепель» в известном теперь политическом смысле употребил поэт Фёдор Тютчев, характеризуя первые годы царствования Александра II.
Начальной точкой «хрущёвской оттепели» послужила смерть Сталина в 1953 году. К «оттепели» относят также недолгий период (1953—1955), когда у руководства страны находился Георгий Маленков, и были закрыты крупные уголовные дела («Ленинградское дело», «Дело врачей»), прошла амнистия осуждённых за незначительные преступления. В эти годы в системе ГУЛАГа вспыхивают восстания заключённых: Норильское, Воркутинское, Кенгирское и другие.

## Десталинизация
С укреплением у власти Хрущёва «оттепель» стала ассоциироваться с развенчанием культа личности Сталина. Вместе с тем в 1953—1956 годах Сталин ещё продолжал официально почитаться в СССР как великий лидер; в тот период на портретах он часто изображался вдвоём с Лениным. На XX съезде КПСС в 1956 году Хрущёв сделал доклад «О культе личности и его последствиях», в котором были подвергнуты критике культ личности Сталина и сталинские репрессии, а во внешней политике СССР был провозглашён курс на «мирное сосуществование» с капиталистическим миром.
В целом новый курс был поддержан в верхах КПСС и соответствовал интересам номенклатуры, так как ранее даже самым видным партийным деятелям, попавшим в опалу, приходилось бояться за свою жизнь. Многие выжившие политические заключённые в СССР и странах социалистического лагеря были выпущены на свободу и реабилитированы. С 1953 года были образованы комиссии по проверке дел и реабилитации. Было разрешено возвращение на родину большинству народов, депортированных в 1930—1940-е годы.
Было также смягчено трудовое законодательство, в частности, 25 апреля 1956 года Верховный Совет СССР утвердил указ своего президиума, отменяющий судебную ответственность за самовольный уход с предприятий и из учреждений, а также за прогул без уважительной причины и опоздание на работу.
На родину были отправлены десятки тысяч немецких и японских военнопленных. В некоторых странах к власти пришли относительно либеральные руководители, такие как Имре Надь в Венгрии. Была достигнута договорённость о государственном нейтралитете Австрии и выводе из неё всех оккупационных войск.
Вместе с тем, десталинизация чрезвычайно негативно повлияла на отношения с маоистским Китаем. Коммунистическая партия Китая осудила десталинизацию как ревизионизм.
В 1957 году Президиум Верховного Совета СССР запретил присвоение городам и заводам имён партийных деятелей при их жизни.
25 декабря 1958 года были приняты «Основы уголовного права СССР», из Уголовного Кодекса РСФСР и союзных республик изъята «террористическая» 58-я статья.
В ночь с 31 октября на 1 ноября 1961 года тело Сталина было вынесено из Мавзолея и перезахоронено у Кремлёвской стены.
При Хрущёве к Сталину относились нейтрально-положительно. Во всех советских изданиях хрущёвской оттепели Сталина называли видным деятелем партии, стойким революционером и крупным теоретиком партии, сплотившим партию в период тяжёлых испытаний. Но в то же время во всех изданиях того времени писали, что Сталин имел свои недостатки и, что в последние годы своей жизни он совершил крупные ошибки и перегибы.

## Пределы и противоречия оттепели
А. В. Гордон вспоминал: «Запомнился афоризм о том, что хрущевские дни со всеми нападками не перевесят одну сталинскую ночь... Наиболее непримиримым оппонентом автора «оттепели» [И. Эренбурга] выступал любимец партсъездов автор «Поднятой целины» [Шолохов]. На одном из них он заявил, что от «оттепели» только «патроны ржавеют».

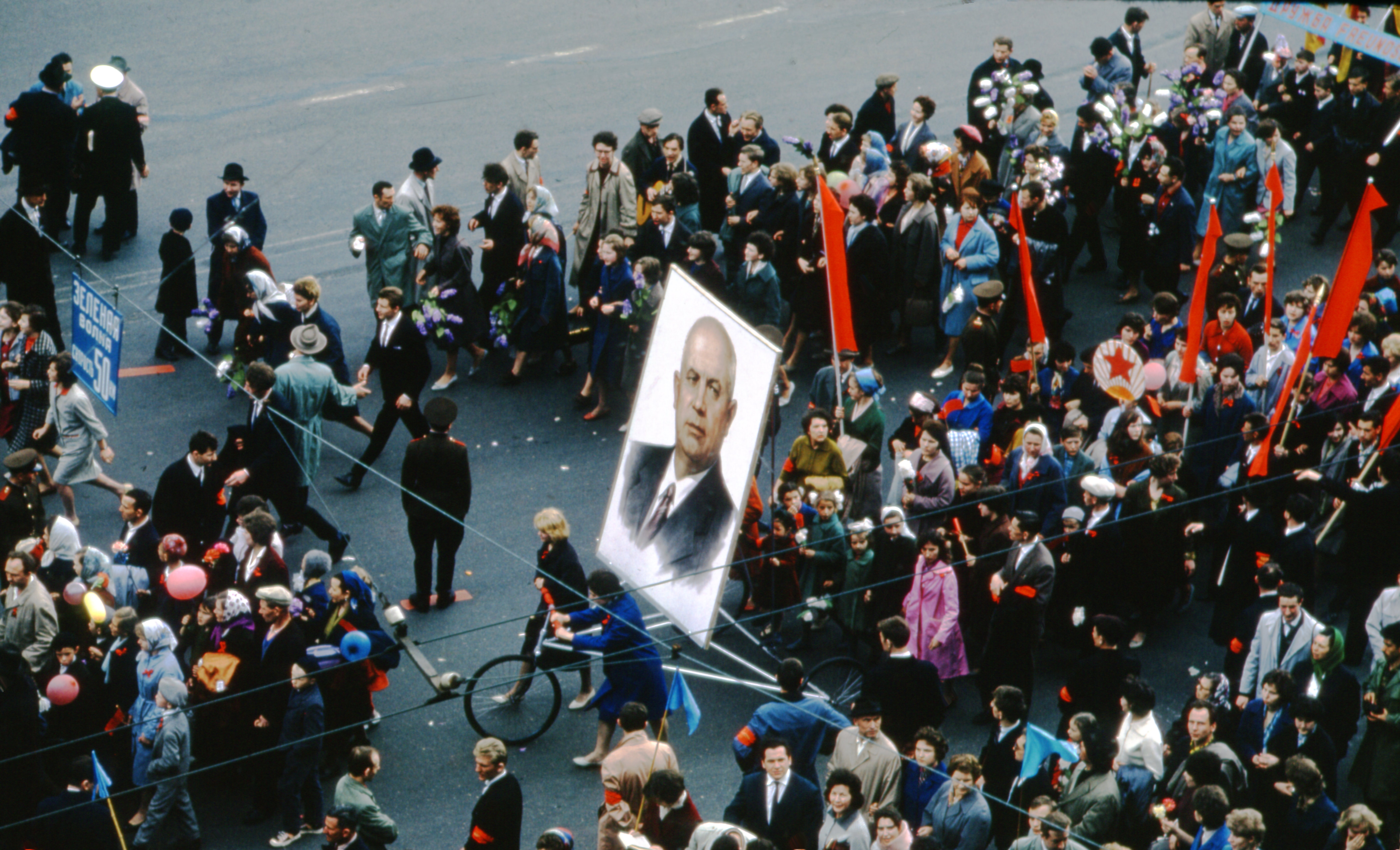
Первомайское шествие в 1964 году в Москве — граждане несут портрет Никиты Хрущёва

Период оттепели продлился недолго. Уже с подавлением Венгерского восстания 1956 года проявились чёткие границы политики открытости. Партийное руководство было напугано тем, что либерализация режима в Венгрии привела к открытым антикоммунистическим выступлениям и насилию, соответственно, либерализация режима в СССР может привести к тем же последствиям.
19 декабря 1956 года Президиум ЦК КПСС утвердил текст Письма ЦК КПСС «Об усилении политической работы партийных организаций в массах и пресечении вылазок антисоветских, враждебных элементов». В нём говорилось: «Центральный комитет Коммунистической партии Советского Союза считает необходимым обратиться ко всем парторганизациям… для того, чтобы привлечь внимание партии и мобилизовать коммунистов на усиление политической работы в массах, на решительную борьбу по пресечению вылазок антисоветских элементов, которые в последнее время, в связи с некоторым обострением международной обстановки, активизировали свою враждебную деятельность против Коммунистической партии и Советского государства». Далее говорилось об имеющей место за последнее время «активизации деятельности антисоветских и враждебных элементов». Прежде всего, это «контрреволюционный заговор против венгерского народа», задуманный под вывеской «фальшивых лозунгов свободы и демократии» с использованием «недовольства значительной части населения, вызванного тяжёлыми ошибками, допущенными бывшим государственным и партийным руководством Венгрии». Также указывалось: «За последнее время среди отдельных работников литературы и искусства, сползающих с партийных позиций, политически незрелых и настроенных обывательски, появились попытки подвергнуть сомнению правильность линии партии в развитии советской литературы и искусства, отойти от принципов социалистического реализма на позиции безыдейного искусства, выдвигаются требования „освободить“ литературу и искусство от партийного руководства, обеспечить „свободу творчества“, понимаемую в буржуазно-анархистском, индивидуалистическом духе». В письме содержалось указание коммунистам, работающим в органах государственной безопасности, «зорко стоять на страже интересов нашего социалистического государства, быть бдительным к проискам враждебных элементов и, в соответствии с законами Советской власти, своевременно пресекать преступные действия».
Прямым следствием этого письма стало значительное увеличение в 1957 году числа осуждённых за «контрреволюционные преступления» (2948 человек, что в 4 раза больше, чем в 1956 году). Студенты за критические высказывания исключались из институтов.
В период 1953—1964 годов произошли следующие события:
- 1953 год — массовые протестные выступления в ГДР; в 1956 — в Польше.
- 1956 — подавлено просталинское выступление грузинской молодёжи в Тбилиси.
- 1957 — преследование Бориса Пастернака за публикацию романа в Италии.
- 1958 — подавлены массовые волнения в Грозном.
- 1960 — 25 января 1960 года приказом МВД СССР № 020 расформировано ГУЛАГ.
- 1961 — в нарушение действующего законодательства[Прим. 1] были расстреляны валютчики Рокотов и Файбишенко (Дело Рокотова — Файбишенко — Яковлева).
- 1962 — выступление рабочих в Новочеркасске после первого в послесталинскую эпоху повышения цен подавлено с применением оружия.
- 1964 — арестован Иосиф Бродский[Прим. 2]. Суд над поэтом стал одним из факторов возникновения правозащитного движения в СССР.

Историк Владимир Рыжковский отмечает, что «самоограничение и дисциплинирование оказываются столь же характерными чертами оттепели, что и готовность к интеллектуальной дискуссии».

## «Оттепель» в экономике и социальной сфере

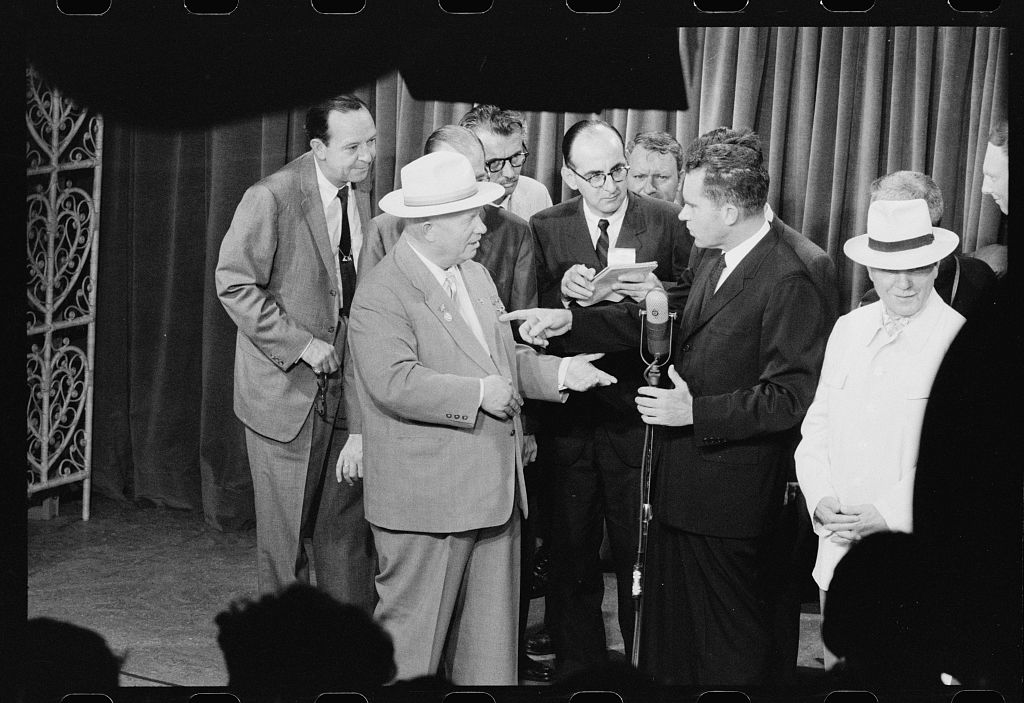
«Кухонные дебаты» Н. С. Хрущёва и вице-президента США Р. Никсона 24 июля 1959 года на открытии Американской национальной выставки «Промышленная продукция США» в выставочном центре парка «Сокольники» в Москве. Никсон и Хрущёв обсуждали достоинства капитализма и социализма

- В 1953-56 гг. были повышены государственные закупочные цены на продукцию колхозов.
- В 1954 г. отменено раздельное обучение в школах (введено в 1943 г.)
- В 1955 г. отменено уголовное наказание за аборты (введено в 1936 г.)
- В 1956 г. отменена плата за обучение в 8-10 классах средней школы и вузах (введена в 1940 г.)
- В 1956 г. отменены запрет на увольнение работников по собственному желанию, а также уголовная ответственность за прогул[10].
- В 1956 г. продолжительность рабочего дня по субботам сокращена с восьми до шести часов. В 1960 г. продолжительность всех рабочих дней была уменьшена с восьми до семи часов.
- В 1956 г. принят новый закон о всеобщем пенсионном обеспечении граждан СССР. В 1964 г. его распространили на колхозников. В результате размер средней пенсии в СССР увеличился более чем в два раза.
- В 1957 г. в СССР развернулось массовое жилищное строительство, появились «хрущёвки». В результате с 1957 по 1963 гг. жилищный фонд увеличился с 640 до 1184 млн м² жилой площади, жилищные условия улучшили более 50 млн человек.
- В 1957 г. был прекращён выпуск облигаций внутреннего государственного займа, ранее принудительно распространявшихся среди населения.
- В 1957 г. ликвидированы МТС (машинно-тракторные станции), началась продажа техники колхозам.
- 1957 — ликвидация 10 крупных промышленных министерств и замена их территориальными управлениями — совнархозами, которые руководили предприятиями на местах.
- В 1958 г. налог на бездетность отменён для незамужних женщин (введён в 1941 г., с мужчин и замужних женщин продолжал взиматься).
- 1958 — реформа образования: введение обязательного 8-летнего обучения.
- В 1959 г. были законодательно разрешены потребительские кредиты населению для покупки товаров длительного пользования под низкие проценты (1-2 % в год).
- С 1959 — Кукурузная эпопея: площади под кукурузу увеличивают вдвое за счёт сокращения посевов пшеницы и ржи.
- 1960—1961 — денежная реформа (1 старый рубль = 10 новых копеек).
- 1963 — создание ВСНХ (Высший Совет Народного хозяйства), управлявшего народным хозяйством СССР и руководившего советами народного хозяйства республик.
- Объём бытовых услуг в СССР увеличился в десятки раз за счёт строительства «домов быта» и пунктов проката бытовой техники.

## «Оттепель» в искусстве
Во время периода десталинизации заметно ослабла цензура, прежде всего в литературе, кино и других видах искусства, где стало возможным более критическое освещение действительности. «Первым поэтическим бестселлером» «оттепели» стал сборник стихов Леонида Мартынова (Стихи. М., Молодая гвардия, 1955). Главной платформой сторонников «оттепели» стал литературный журнал «Новый мир» под редакцией Александра Твардовского. Некоторые произведения этого периода получили известность и за рубежом, в том числе роман Владимира Дудинцева «Не хлебом единым» и повесть Александра Солженицына «Один день Ивана Денисовича». В 1963 году вышла поэма Твардовского Тёркин на том свете с острой критикой культа личности и социалистической реальности, которая была почти 10 лет под запретом ЦК. В 1957 году в Милане опубликован роман Бориса Пастернака «Доктор Живаго». Другими значимыми представителями периода «оттепели» были писатели Виктор Астафьев, Владимир Тендряков, Белла Ахмадулина, Роберт Рождественский, Андрей Вознесенский, Евгений Евтушенко, искусствовед Александр Каменский.
В кинематографе:
Григорий Чухрай первым в киноискусстве затронул тему десталинизации и «оттепели» в фильме «Чистое небо» (1961).
Основные кинорежиссёры этого периода — Марлен Хуциев, Андрей Тарковский, Михаил Ромм, Георгий Данелия, Эльдар Рязанов, Леонид Гайдай.
Одним из знаковых сценаристов «оттепели» стал молодой Геннадий Шпаликов.
Важным культурным событием стали фильмы — «Карнавальная ночь» (1956), «Весна на Заречной улице» (1956), «Высота» (1957), «Летят журавли» (1957), «Идиот» (1958), «Неотправленное письмо» (1959), «Человек-амфибия» (1961), «Девять дней одного года» (1962), «Иваново детство» (1962), «Застава Ильича» (1962, 1965), «Приходите завтра…» (1963), «Я шагаю по Москве» (1964), «Гамлет» (1964), «Добро пожаловать, или Посторонним вход воспрещён» (1964), «Ваш сын и брат» (1965), «Операция „Ы“ и другие приключения Шурика» (1965), «Иду на грозу» (1965), «Андрей Рублёв» (1966), «Июльский дождь» (1966), «Дневные звёзды» (1966), «Я родом из детства» (1966) и другие.
В 1955—1964 гг. на территории большей части страны была распространена телетрансляция. Телестудии открылись во всех столицах союзных республик и во многих областных центрах.
В Москве в 1957 году прошёл VI Всемирный фестиваль молодёжи и студентов.
Называя хрущёвскую «десталинизацию» мифом с целью увести общество от демократизации, которой требовало поколение фронтовиков, историк и политолог Андрей Ильич Фурсов указывает, что с «1960-х годов эстафету фальсификации советской истории, произведённую ХХ и XXII съездами КПСС и отодвинутую на второй план после XXIII съезда, подхватила наиболее активная часть либеральной советской интеллигенции (ЛСИ) — шестидесятники. Критикуя и осуждая власть за отход от линии ХХ съезда, они автоматически воспроизводили его версию ранней фазы советской истории, сведя её к „сталинским репрессиям“, „сталинскому террору“ и трактуя как отклонение от истинного, ленинского, социализма». А поскольку на официальном уровне антисталинская тема звучать перестала, ЛСИ стала претендовать на её монопольное отражение, а «запретность» придавала этому дополнительную привлекательность. Освящая Систему «уже именем не Сталина, а Ленина, шестидесятничество стало играть роль реакционной (ретро)утопии советского общества». Представляя основной конфликт времени как борьбу «шестидесятников» против консервативной власти, участники «борьбы за курс ХХ съезда» позволили затушевать процесс превращения номенклатуры в квазикласс и замаскировать борьбу групп внутри неё, а также задавить «ту реальную силу, которая была субъектом демократической десталинизации снизу с начала 1940-х годов и страх перед которой заставил власть пойти на десталинизацию, лавры которой присвоили себе сначала партия, а затем — ЛСИ».
«В результате на ХХ съезд, Сталина, советскую историю в целом мы смотрим глазами сытой советской номенклатуры (и её обслуги), …заинтересованными в том, чтобы спрятать систему в людях, событиях, эксцессах; схоронить закономерное в случайном. Советская номенклатура как слой социально давно мертва, а мы продолжаем смотреть на прошлое широко закрытыми, мёртвыми чужими глазами, мы ловимся на фальсификацию, на ложь, на мифы, которые блокируют понимание советской истории вообще и того, чем был ХХ съезд», — подчёркивает исследователь.

## Новое лицо органов госбезопасности
Превращение номенклатуры в квазикласс сопровождалось приглушением демократических форм управления: если в период «горячей»(1918—1921) и «холодной» (1922—1939) гражданской войны любого начальника можно было не только подвергнуть критике, но и спросить с него по всей строгости революционного закона, как с простого работяги, то хрущёвская «пирамида наказаний» перевернулась: чем выше ранг, тем мягче взыскание. Номенклатуре было выгодно сконцентрировать социальный гнев на одной персоне или на одном ведомстве (репрессивных органах).
Хрущёвская эпоха была временем трансформации советских органов безопасности, которую осложнил резонанс, вызванный докладом Хрущёва 1956 года, когда осуждалась роль спецслужб в Большом терроре. В то время слово «чекист» лишилось официального одобрения, и само его упоминание могло вызывать резкие упрёки.
Однако уже вскоре, к моменту назначения Андропова на пост председателя КГБ в 1967 году оно было реабилитировано: именно в хрущёвскую эпоху термин «чекист» был очищен, а репутация и престиж секретной службы постепенно восстановлены. Реабилитация чекистов включала в себя создание нового ряда ассоциаций, которые должны были символизировать разрыв со сталинским прошлым: термин «чекист» получил новое рождение и обрёл новое содержание. Как скажет позднее Сахаров, КГБ «стал более „цивилизованным“, обрёл лицо пусть не совсем человеческое, но уже во всяком случае не тигриное».
Правление Хрущёва было отмечено возрождением и воссозданием почитания Дзержинского. Помимо статуи на Лубянке, открытой в 1958 г., память о Дзержинском увековечивалась в конце 1950-х гг. по всему Советскому Союзу. Незапятнанный участием в Большом терроре, Дзержинский должен был символизировать чистоту истоков советского чекизма. В прессе того времени заметно стремление отделить наследие Дзержинского от деятельности НКВД, когда, по словам первого председателя КГБ Серова, секретный аппарат заполнили «провокаторы» и «карьеристы». Постепенное официальное восстановление доверия к органам госбезопасности в хрущёвскую эпоху опиралось на укрепление преемственности между КГБ и ЧК Дзержинского, в то время как Большой террор изображался отступлением от изначальных чекистских идеалов, — между ЧК и НКВД была проведена чёткая историческая граница.
Хрущёв, уделявший огромное внимание комсомолу и делавший ставку «на молодёжь», в 1958 г. назначил на пост председателя КГБ 40-летнего Шелепина, нечекиста, ранее занимавшего руководящие должности в комсомоле. Этот выбор соответствовал новому образу КГБ, отвечал стремлению создать прочную ассоциацию с силами обновления и возрождения. Во время кадровых изменений, начавшихся в 1959 г., общая численность кадров КГБ сокращалась, но происходил и набор новых чекистов, привлекаемых главным образом из комсомола. Менялся и образ чекиста в кино: вместо людей в кожанках с начала 1960-х гг. на экранах стали появляться молодые опрятные герои в строгих костюмах; теперь это были уважаемые члены общества, полностью интегрированные в советскую государственную систему, представители одного из государственных институтов. Подчёркивался возросший уровень образования чекистов; так, в газете «Ленинградская правда» отмечалось: «сегодня абсолютное большинство сотрудников Комитета государственной безопасности имеют высшее образование, многие владеют одним или несколькими иностранными языками», в то время как в 1921 г. высшее образование имели 1,3 % чекистов.
Избранным писателям, режиссёрам и историкам предоставлялся доступ к ранее закрытым источникам о деятельности советских офицеров разведки; были рассекречены материалы по нескольким советским разведывательным операциям (например, по операции «Трест») и отдельным офицерам (включая Рудольфа Абеля и Яна Буйкиса).

## Усиление давления на религиозные объединения
В 1956 году началась активизация антирелигиозной борьбы. Секретное постановление ЦК КПСС «О записке отдела пропаганды и агитации ЦК КПСС по союзным республикам „О недостатках научно-атеистической пропаганды“» от 4 октября 1958 года обязывало партийные, комсомольские и общественные организации развернуть пропагандистское наступление на «религиозные пережитки»; государственным учреждениям предписывалось осуществить мероприятия административного характера, направленные на ужесточение условий существования религиозных общин. 16 октября 1958 года Совет Министров СССР принял Постановления «О монастырях в СССР» и «О повышении налогов на доходы епархиальных предприятий и монастырей».
21 апреля 1960 года назначенный в феврале того же года новый председатель Совета по делам РПЦ Владимир Куроедов в своём докладе на Всесоюзном совещании уполномоченных Совета так характеризовал работу прежнего его руководства: «Главная ошибка Совета по делам православной церкви заключалась в том, что он непоследовательно проводил линию партии и государства в отношении церкви и скатывался зачастую на позиции обслуживания церковных организаций. Занимая защитнические позиции по отношению к церкви, совет вёл линию не на борьбу с нарушениями духовенством законодательства о культах, а на ограждение церковных интересов.»
Секретная инструкция по применению законодательства о культах в марте 1961 года обращала особое внимание на то, что служители культа не имеют права вмешиваться в распорядительную и финансово-хозяйственную деятельность религиозных общин. В инструкции впервые были определены не подлежавшие регистрации «секты, вероучение и характер деятельности которых носит антигосударственный и изуверский характер: иеговисты, пятидесятники, адвентисты-реформисты».
В массовом сознании сохранилось приписываемое Хрущёву высказывание того периода, в котором он обещает показать последнего попа по телевизору в 1980 году.

## «Оттепель» во внешней политике
- 1954 — нота Молотова о предложении принять СССР в НАТО (предложение было отвергнуто).
- 1955 — оформление Организации Варшавского Договора (СССР, ГДР, Болгария, Польша, Албания, Румыния, Чехословакия) в противовес блоку НАТО.
- 1956 — ликвидация Коминформа.
- 1956 — Ухудшение отношений с Китаем, КНДР, Албанией и Румынией из-за развенчания культа личности Сталина.
- 1956 — Познанский июнь в Польше.
- 1956 — Венгерское восстание.
- 1957 — VI Всемирный фестиваль молодежи и студентов в Москве.
- 1959 — открытие Американской национальной выставки в Москве.
- 1959 — визит Н. С. Хрущева в США, укрепление международного престижа Советского Союза.
- 1960 — выступление Н. С. Хрущева в ООН об идее всеобщего разоружения
- 1960 — Уничтожение американского самолёта-разведчика U-2 под Свердловском.
- 1961 — отказ СССР от соглашения с США об ограничении ядерных испытаний.
- 1961 — Берлинский кризис, строительство Берлинской стены.
- 1962 — Карибский кризис между СССР и США.
- 1963 — договор между СССР, США и Англией о запрещении испытаний ядерного оружия в атмосфере, космосе и под водой.

## Конец «оттепели»
Завершением «оттепели» считается отстранение Хрущёва и приход к руководству Леонида Брежнева в 1964 году. Впрочем, ужесточение внутриполитического режима и идеологического контроля было начато ещё во время правления Хрущёва после окончания Карибского кризиса. Десталинизация была остановлена, а в связи с празднованием 20-й годовщины победы в Великой Отечественной войне начался процесс возвеличивания роли победы советского народа в войне. Личность Сталина старались как можно больше обходить стороной, он так и не был реабилитирован. В третьем издании Большой советской энциклопедии (1976 год) о нём осталась нейтральная статья. В 1979 году по случаю 100-летия Сталина вышло несколько статей, но особых торжеств не устраивали.
Массовые политические репрессии, однако, не были возобновлены, а лишённый власти Хрущёв ушёл на пенсию и даже оставался членом партии. Незадолго перед этим сам Хрущёв раскритиковал понятие «оттепель» и даже назвал придумавшего его Эренбурга «жуликом».
Ряд исследователей полагает, что окончательно оттепель закончилась в 1968 году после подавления Пражской весны.
С завершением «оттепели» критика советской действительности стала распространяться лишь по неофициальным каналам, таким как Самиздат.

## Массовые беспорядки в СССР
- 4-10 марта 1956 года, Тбилиси. массовые митинги и демонстрации, вызванные выступлением Хрущёва с докладом «О культе личности и его последствиях» на XX съезде. При подавлении выступлений, по разным данным, пострадало до 150 человек. См. Тбилисские события 1956 года.
- 2 ноября 1956 года, Каунас и Вильнюс. В связи с венгерским восстанием в городе прошли антикоммунистические демонстрации молодёжи, которые привели к столкновениям с милицией. См. Антисоветские демонстрации в Литовской ССР (1956).
- 10—11 июня 1957 года чрезвычайное происшествие в городе Подольске Московской области. Действия группы граждан, распространявших слухи о том, что работники милиции убили задержанного шофёра. Численность «группы пьяных граждан» — 3 тысячи человек. Привлечено к уголовной ответственности 9 зачинщиков.
- 23—31 августа 1958 года, город Грозный. Причина: убийство русского парня на фоне обострившейся межнациональной напряжённости. Преступление вызвало широкий общественный резонанс, а стихийные протесты переросли в масштабное политическое выступление, для подавления которого в город пришлось вводить войска. См. Массовые беспорядки в Грозном (1958).
- 1—4 августа 1959 года, Темиртау. Причина: крайнее недовольство плохими условиями труда рабочих, перебоями с поставкой воды, питания, товаров и т. п., вызванными многочисленными ошибками администрации. В результате столкновений с властями (по официальным данным) 16 рабочих убито, 27 — ранено, около 70 — арестовано и осуждено. Ранено также 28 милиционеров. См. Массовые беспорядки в Темиртау (1959).
- 15 января 1961 года, город Краснодар. Причины: слухи об избиении военнослужащего при его задержании патрулём за нарушение формы одежды. Количество участников — 1300 человек. Применялось огнестрельное оружие, убит один человек. Привлечены к уголовной ответственности 24 человека. См. Массовые беспорядки в Краснодаре (1961).
- 25 июня 1961 года в городе Бийске Алтайского края в массовых беспорядках участвовали 500 человек. Они вступились за пьяного, которого милиция хотела арестовать на центральном рынке. Выпивший гражданин при задержании оказал сопротивление сотрудникам охраны общественного порядка. Возникла потасовка с применением оружия. Один человек был убит, один ранен, 15 привлечены к уголовной ответственности.
- 30 июня 1961 года в городе Муроме Владимирской области свыше 1,5 тысячи рабочих местного завода имени Орджоникидзе едва не разгромили медвытрезвитель, в котором скончался доставленный туда милицией один из работников предприятия. Стражи порядка применили оружие, двое рабочих получили ранения, 12 мужчин отданы под суд.
- 23 июля 1961 года 1200 человек вышли на улицы города Александрова Владимирской области и двинулись к городскому отделу милиции на выручку двоим своим задержанным товарищам. Милиция применила оружие, в результате чего четверо были убиты, 11 ранены, на скамью подсудимых посажены 20 человек.
- 15—16 сентября 1961 года — уличные беспорядки в северо-осетинском городе Беслане. Количество бунтовавших — 700 человек. Бунт возник из-за попытки милиции задержать пятерых человек, находившихся в нетрезвом состоянии в общественном месте. Стражам порядка было оказано вооружённое сопротивление. Один убит, семеро отданы под суд.
- 1—2 июня 1962 года, Новочеркасск Ростовской области. 4 тысячи рабочих электровозостроительного завода, недовольные действиями администрации при разъяснении причин повышения розничных цен на мясо и молоко, вышли на манифестацию протеста. Протестующих рабочих разгоняли с помощью войск. Погибли 23 человека, ранены 70. К уголовной ответственности привлечены 132 зачинщика, из которых семеро позднее расстреляны. См. Новочеркасский расстрел.
- 16—18 июня 1963 год, город Кривой Рог Днепропетровской области. В выступлении участвовали около 600 человек. Причина — оказание сопротивления сотрудникам милиции со стороны военнослужащего, находившегося в нетрезвом состоянии, при его задержании и действия группы людей. Четверо убитых, 15 раненых, 41 отдан под суд.
- 7 ноября 1963 года, город Сумгаит. Более 800 человек встали на защиту демонстрантов, которые шли с фотографиями Сталина. Милиция и дружинники пытались отнять несанкционированные портреты. Было применено оружие. Один демонстрант получил ранение, шестеро сели на скамью подсудимых. См. Массовые беспорядки в Сумгаите (1963).
- 16 апреля 1964 года в подмосковных Бронницах около 300 человек разгромили КПЗ, где от побоев скончался житель города. Милиция своими неправомочными действиями спровоцировала народное возмущение. Оружие не применялось, убитых и раненых не было. К уголовной ответственности привлечены 8 человек.
- 29 сентября — 3 октября 1964 года, дагестанский город Хасавюрт. В беспорядках участвовали до 700 человек. Причина: чеченец изнасиловал девушку лакской национальности, и мужское население лакцев двинулось для отмщения на чеченцев. Оружие не применялось, убитых и раненых не было. К уголовной ответственности привлечены 9 человек.

## Память
Кинематограф
- «Мои современники» — документальный фильм режиссёра Владислава Виноградова, снятый в 1984 году и рассказывающий о тех, чья молодость пришлась на эпоху «Хрущёвской оттепели».
- «Запрещённые песенки» — документальный фильм Западно-Сибирской студии кинохроники, снятый в 1990 году и посвященный Фестивалю бардовской песни в Академгородке города Новосибирска, который прошел в 1968 году.
- «Стиляги» — российский художественный фильм, снятый в 2008 году режиссёром Валерием Тодоровским и посвящённый жизни одноимённой молодёжной субкультуры второй половины 1950-х — начале 1960-х годов.
- «Дорогие товарищи!» — российский историко-драматический художественный фильм, снятый в 2020 году режиссёром Андреем Кончаловским и посвящённый событиям в Новочеркасске 1962 года.

Театр
- В 2017 году в Екатеринбурге в Театре музыкальной комедии был поставлен спектакль «Оттепель. Мелодии судьбы», посвящённый творчеству трёх звёзд советской эстрады — Нины Бродской, Аиды Ведищевой и Ларисы Мондрус.